# Ордынцы (Московская область)
Ордынцы — деревня в Подольском районе Московской области России. Входит в состав сельского поселения Стрелковское (до середины 2000-х — Стрелковский сельский округ).

## Население
Согласно Всероссийской переписи, в 2002 году в деревне проживало 10 человек (5 мужчин и 5 женщин). По данным на 2005 год в деревне проживало 13 человек.

## Расположение
Деревня Ордынцы расположена примерно в 700 метрах к востоку от черты города Подольска. В километре западнее деревни проходит Симферопольское шоссе. Ближайшие сельские населённые пункты — деревня Борисовка и посёлок Быково.